# 寨根乡
寨根乡，是中华人民共和国河南省南阳市西峡县下辖的一个乡镇级行政单位。

## 行政区划
寨根乡下辖以下地区：
桑树村、界牌村、太山庙村、寨根村、方庄村、高峰村、捷道村和赛岭村。